# Cratère de Tswaing
Le cratère de Tswaing est un cratère météoritique situé à 35 km au nord-ouest de Pretoria en Afrique du Sud.
Son diamètre est de 1,13 km et on estime que son âge est de 220 000 ans à ± 52 000 ans (Pléistocène).
Le nom Tswaing signifie Place du Sel en Tswana.

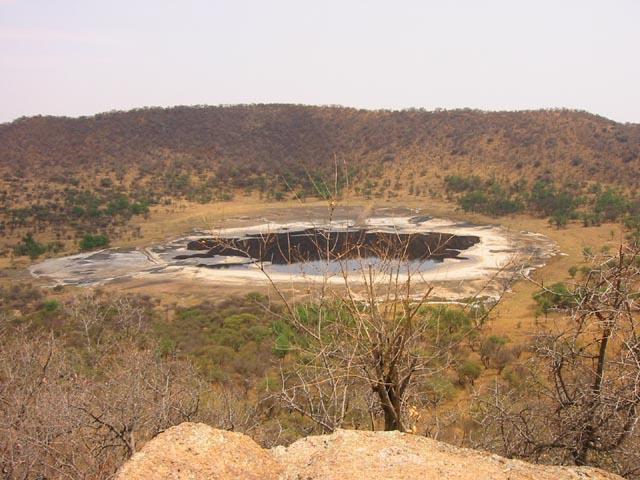
Cratère de Tswaing.